# 喬爾·菲茨吉本
喬爾·安德鲁·菲茨吉本（英語：Joel Andrew Fitzgibbon；1962年2月16日—）是一位澳洲政治人物，他的黨籍是澳洲工黨。自1996年開始，他是亨特選區選出的澳大利亞眾議院的議員。他曾經在陸克文和吉拉德政府中擔任澳洲國防部長等職務。